# Étable
Étable là một xã thuộc tỉnh Savoie trong vùng Rhône-Alpes ở đông nam nước Pháp.